# Swallowcliffe
Swallowcliffe è un piccolo villaggio e una parrocchia civile della contea del Wiltshire che si trova a si trova a circa 2 miglia a sud-est di Tisbury e 11 miglia a ovest di Salisbury, Sud Ovest dell'Inghilterra, Regno Unito.

## Geografia

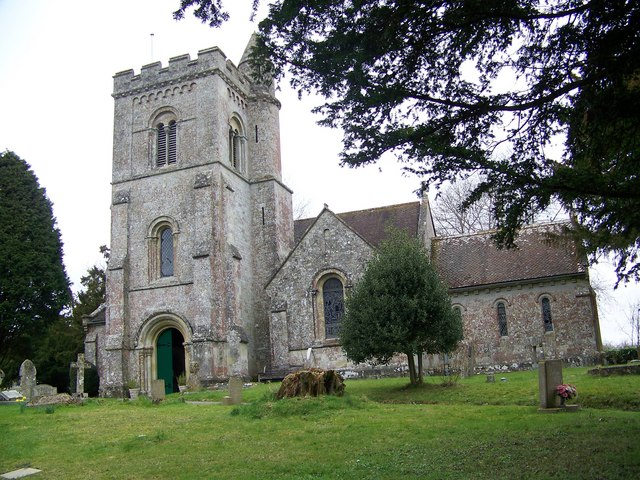
Chiesa di San Pietro

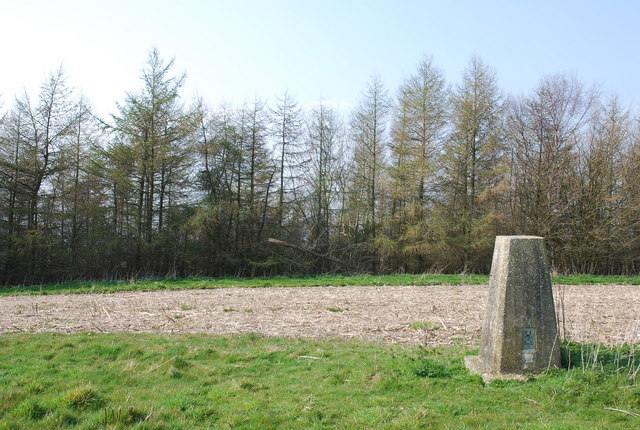
Sito dell'antica fortezza di Castel Ditches

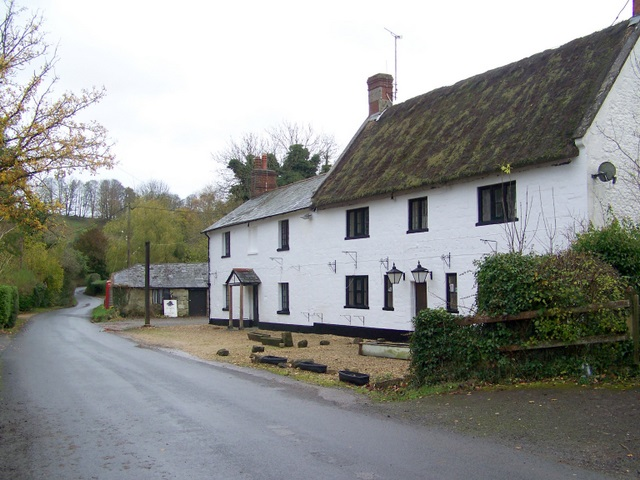
The Royal Oak

Il territorio di Swallowcliffe si trova nella valle di Wardour a nord-est di Shaftesbury e mostra una forma approssimativamente rettangolare. Il confine meridionale con Alvediston ed Ebbesborne Wake è sullo spartiacque del fiume Nadder e del fiume Ebble e attraversa la via della cresta. Il confine occidentale, con Ansty e Tisbury, corre lungo uno sperone di White Sheet Hill, segue la strada Salisbury-Shaftesbury per un breve tratto, attraversa Choulden Hill e corre verso ovest sul corso di un antico sentiero per Ansty Water e verso nord-est lungo un affluente del Nadder. I confini occidentale e settentrionale si incontrano alla confluenza di questo e di un altro affluente che scorre verso nord-ovest dal villaggio di Swallowcliffe. Parte del confine settentrionale con Tisbury segue il corso di un altro antico sentiero a nord di Swallowcliffe Wood. Il confine orientale con Sutton Mandeville segue Hut Lane e la strada chiamata Buxbury Hollow e sale su Buxbury Hill fino alla cresta. Quei confini sembrano essere cambiati poco da quando furono descritti già nel 940. Sono presenti affioramenti di gesso nella parte meridionale dove Swallowcliffe Down, così chiamato nel 1773, si eleva ripidamente fino a 221 metri nell'angolo sud-occidentale e a 203 metri nel sud-est. Il down era un pascolo comune nel XVIII secolo e in seguito. Vi sono affioramenti di sabbia verde al centro e su quasi tutta la parte settentrionale della parrocchia, incluso il pendio orientale di Choulden Hill, 165 metri ed è fittamente boscoso sul confine settentrionale. Nell'angolo nord-occidentale l'affluente orientale dello Xadder ha fatto affiorare l'argilla sotto a circa 107 metri. C'era uno stagno alla sorgente del fiume nel 1773 e nel 1843, ma era ormai scomparso nel 1886. Un altro stagno si trovava accanto alla strada Salisbury-Shaftesbury a sud-est del villaggio nel 1773.

## Storia
Sembra possibile che il territorio di Swallowcliffe sia stato abitato in epoca mesolitica. Nella prima età del ferro era presente un insediamento agricolo sul down dove si incontrano i confini di Swallowcliffe, Ansty e Alvediston. Si sono trovati resti di profonde fosse di stoccaggio presso l'insediamento, e gli abitanti oltre che contadini erano tessitori. Il nome Swallowcliffe significa "scogliera o pendio di rondine", ma "swaelwa" o "rondine" può anche significare il nome di un ruscello e questo suggerisce possibili origini anglosassoni per la denominazione. Il villaggio crebbe attorno alla chiesa che si trovava a est del ruscello fino al XIX secolo, quando fu ricostruita in una posizione leggermente diversa. Nel 1966 gli scavi hanno portato alla luce una tomba anglosassone molto rara e grande e una sepoltura primaria in un tumulo a ciotola. La tomba conteneva accessori per letto in ferro, due tazze di vetro con palme, un secchio di legno con montatura in bronzo e legatura in ferro, un diadema in bronzo stagnato, accessori per borsa o scatola con anello e striscia, un pettine, un incensiere, una bara, un cucchiaio, più oggetti in bronzo e altri oggetti metallici. La bara conteneva quattordici reperti identificabili, tra cui un contenitore sferico in bronzo con manico ad anello, il cucchiaio d'argento, 5 spille di sicurezza in argento, una cinghia di bronzo stagnato, una perlina d'ambra, una perlina di vetro trasparente con decorazione applicata di vetro giallo opaco, una barra di ferro rastremata, un paio di coltelli e un pettine d'osso. La tomba era coperta da un tumulo di torba all'interno del quale è stata trovata una punta di lancia nella fase finale del tumulo di torba. Nel Domesday Book si riporta che Swallowcliffe era divisa in tre parti. La prima apparteneva a Wilton Abbey, la seconda era di proprietà di Alward e la terza era di proprietà di Brictric. Nel 940 re Edmund aveva dato la terra a Garulf e nel 1066 questa era stata divisa nelle tre parti menzionate. Nel 1773 e a nord-ovest del villaggio c'erano case in Rookery Lane e un mulino. A sud-est c'era London Elm, originariamente una fattoria del 1743 circa e poi diventata una locanda nel 1757 e rimasta tale fino all'inizio del XX secolo. La maggior parte delle proprietà furono costruite in pietra con tetti di tegole o paglia nel XVIII e all'inizio del XIX secolo. Parsonage Farm subì un incendio durante la prima guerra mondiale quando la paglia prese fuoco da una trave fumante. Le fattorie a sud del villaggio includono "Alfords" in High Street, risalente all'inizio del XIX secolo, e Poles Farm, di origine tardo XVII secolo; questo edificio era originariamente di un piano, ma ne fu aggiunto un secondo nel XVIII secolo. Nel 1852-1858 la proprietà divenne la Royal Oak e fu ampliata sul lato est. Il nome "Choulden Hill" significa "vitelli in giù" e suggerisce l'allevamento di bovini con il pascolo comune che era situato a nord del villaggio. Il terreno a sud era utilizzato per le pecore, in particolare Swallowcliffe Down che poteva ospitare 800 pecore al pascolo e il mais veniva coltivato a nord e a sud della strada di Shaftesbury. I terreni boschivi all'interno del maniero locale erano probabilmente recintati nel 1547 e nel 1843. Il mulino, situato a nord di Rookery Lane e risalente al XIII secolo, era probabilmente parte del maniero e rimase tale fino al XIX secolo. Nel 1903 apparteneva a H. J. Lever, ma a quel tempo non era più in condizioni di funzionare. Sebbene l'agricoltura predominante ci sono anche prove di una prima produzione tessile per una domanda puramente locale. Una parte di un telaio verticale è stata scoperta in una delle fosse scavate su Swallowcliffe Down. Questo tipo di telaio aveva fili sospesi dalla parte superiore del telaio che erano tesi da pesi attaccati alla base e questi pesi, a volte fatti di gesso o argilla cotta, sono stati scoperti nella base della fossa con una sezione del telaio di legno. Una delle altre fosse era un deposito per i pesi e sono stati trovati anche pettini per tessere fatti di osso. È noto che la tessitura avveniva in questa zona all'inizio dell'età del ferro. L'estremità orientale del villaggio utilizzava l'acqua della sorgente e altre case avevano pozzi. Un tempo erano stati registrati oltre 30 pozzi, uno dei quali misurava oltre 100 piedi di profondità. Alcune persone erano impiegate come scavatori, specialmente durante la prima guerra mondiale quando i pozzi erano richiesti per i soldati nel vicino campo di Fovant. L'acqua di rete arrivò al villaggio dopo la prima guerra mondiale. Lo sviluppo principale nel XIX e XX secolo fu lungo Rookery Lane, creando quasi un villaggio separato e la scuola e la canonica furono costruite verso la fine del XIX secolo. La sala del villaggio fu aperta nel 1934. Negli annicinquanta furono costruite anche case popolari sul lato nord di Rookery Lane tra i vecchi e i nuovi insediamenti. Gli edifici agricoli di Manor House, noti come Lower Farm, furono sostituiti tra il 1843 e il 1886 da tre fattorie fuori dal villaggio, queste furono chiamate "New Buildings" e in seguito "Higher Farm" a est; "Barber's Farm" a sud e "Stonehill Buildings" in seguito chiamate "Red House Farm" situate a sud della strada da Salisbury a Shaftesbury.

## Monumenti e luoghi d'interesse
Nel territorio di Swallowcliffe sono presenti vari luoghi d'interesse:
- Chiesa di San Pietro. Si tratta di una chiesa parrocchiale anglicana risalente al XIX secolo. Costruita in pietra calcarea e pietra lavorata, ha tetti in tegole. Ha una navata centrale e due navate laterali. La torre si trova a sud sopra l'ingresso. Si presenta in stile neo-normanno, con portale ad arco a tutto sesto con capitelli smerlati su fusti e modanature. Appartiene alla diocesi di Salisbury e dal 6 gennaio 1966 è un monumento classificato di secondo grado per il suo particolare interesse storico e architettonico.[5][6]
- Fortezza collinare di Castel Ditches.
- The Royal Oak. Pub storico con tetto di paglia risalente agli inizi del XVIII secolo con l'aggiunta a tre campate a metà del XIX secolo. L'edificio è in calcare verniciato e dal 6 gennaio 1966 è un monumento classificato di secondo grado per il suo particolare interesse storico e architettonico.[7][8]